# Carlos Valcárcel Ussel de Guimbarda
Carlos Valcárcel Ussel de Guimbarda (Mula, 9 de noviembre de 1819 - Madrid, 23 de abril de 1903) fue un militar y político español, ministro durante la Restauración borbónica.

## Biografía
Su padre era un alférez de navío originario de Cartagena. Ingresó en la Escuela Naval Militar y en 1837 fue nombrado guardiamarina. Actuó en la división naval de Cataluña durante la primera guerra carlista, para más tarde servir en el apostadero de La Habana. En 1846 fue ascendido a teniente de navío y comandó el falucho Aníbal y los bergantines Isabel II y Escipión, con los que intervino en los incidentes de Barcelona de 1852. Después fue destinado a Cuba, donde en 1857 es ascendido a capitán de fragata y destinado el puerto de Matanzas. En 1864 será ascendido a capitán de navío y participará en la Guerra hispano-sudamericana, tomando parte activa de los bloqueos de los puertos de Valparaíso y El Callao. Por estas acciones en 1866 fue ascendido a brigadier y en 1869 a contraalmirante. Por Real Decreto del Rey Alfonso XII de 18 de abril de 1881 fue ascendido a vicealmirante y por Real Decreto de la Reina Regente María Cristina de 12 de abril de 1899 fue promovido a la Dignidad y alto empleo de Almirante.
Participaría también en la tercera guerra carlista, por cuyas acciones sería condecorado con la Cruz laureada de San Fernando. El 13 de octubre de 1883 fue llamado por José de Posada Herrera para que formara parte de su gobierno como ministro de Marina, cargo que mantuvo hasta enero de 1884, desarrollando un amplio plan de reformas, coordinado por una Junta, de cuya Sección Técnica pasó a ser presidente tras cesar como ministro.
Tras retirarse del Gobierno, se le encomendó el mando de la Capitanía General de Cartagena, empleo que desempeñó hasta su retiro, diez años más tarde. Pasó a ser senador durante varias legislaturas por su provincia natal (Murcia) y por La Coruña, así como senador vitalicio desde 1893, siendo en ese tiempo senador por Murcia en varias legislaturas (1881-1892), vitalicio desde 1893 y por derecho propio desde 1899.
Murió el 3 de abril de 1903 de un ataque de uremia poco después de recibir la Orden del Toisón de Oro. También llegó a recibir en vida otras condecoraciones importantes como la Cruz de Carlos III, la Cruz de San Hermenegildo, la Gran Cruz del Mérito Naval y la Gran Cruz de Isabel la Católica.